# Tylorida striata
Tylorida striata är en spindelart som först beskrevs av Tord Tamerlan Teodor Thorell 1877.  Tylorida striata ingår i släktet Tylorida och familjen käkspindlar. Inga underarter finns listade i Catalogue of Life.